# 子育てゴッコ
子育てゴッコ（こそだてゴッコ）は、アイ・ツーが開発、販売したファミコン ディスクシステム用のバックアップツールのシリーズである。本項では、以下の両方を説明する。
- 家族電脳磁気円盤複写道具 子育てゴッコ（ソフトウェアコピー版、3バージョン）
- 家族電脳磁気円盤複写道具デュプリケータ 子育てゴッコ ハード版（ハードウェアコピー版）

## 概要
後発作品のトンカチエディターでも知られるアイ・ツーによる、ディスクシステム用のバックアップツールである。トンカチエディターを用いてゲームの改造を行なう際には、原本のディスクを書き換えるにはリスクが高く、本作でバックアップを取ることが推奨されている。トンカチエディターは本作を用いてバックアップ可能、本作は本作を用いてバックアップ不可能となっている（後述の「ミニゲーム」節を参照）。なお、当時複数発売されていたディスクシステム用バックアップツールの中では、最強の部類に属する。
他社の非許諾品同様、本作においてもディスクシステムの冒頭の任天堂許諾表示が行なわれない細工が施されている。

## バージョン
以下の4バージョンが発売されている。
前期版
ビニールパッケージ、黒のディスクカードが特徴。
中期版
任天堂純正パッケージ、黒のディスクカードが特徴。
後期版
任天堂純正パッケージ、赤のディスクカードが特徴。本作は、同ジャンルのソフトである『クイックハンター』を用いたバックアップへの対策が施されている。
ハードウェアコピー版
ディスクシステム2台を使用してアナログコピーを行なうことにより、CRCエラー等もそのまま忠実に再現することで成功率の高いバックアップ精度を実現していた。但し、アナログコピーであるがため、孫コピーや曾孫コピーといったように世代を重ねるたびに誤差が肥大化し、バックアップ成功率が下がっていく。

## ミニゲーム
本作には、ミニゲームとして陣取りゲームが用意されており、Aボタンを押下しながら起動することで、このミニゲームを楽しむことができる。また、本作のプロテクトに非対応のバックアップツールを用いて本作をバックアップすると、生成されたバックアップディスクはAボタンを押下せずとも、陣取りゲームとしてしか起動できなくなる。
なお、本作自身では本作のプロテクトを外すことはできない。前述のようにバックアップディスクは陣取りゲームと化してしまう。